# Пригоди Мгера у відпустці
«Пригоди Мгера у відпустці» — радянський художній фільм 1973 року, знятий режисером Ернестом Мартиросяном на кіностудії «Вірменфільм».

## Сюжет
Пародія на детектив. Про те, як лиходій зважився вкрасти стародавній хачкар (хрест-камінь) і вивезти з Вірменії, чому перешкодив слідчий Мгер.

## У ролях
- Фрунзик Мкртчян — Мгер, комісар
- Хорен Абрамян — головна роль
- Вардуї Вардересян — головна роль
- Маїс Карагезян — роль другого плану
- Джульєтта Авакян — роль другого плану
- Овак Галоян — роль другого плану
- Армен Хостікян — роль другого плану
- Донара Мкртчян — роль другого плану
- Размік Ароян — роль другого плану
- Степан Арутюнян — роль другого плану
- Вреж Акопян — роль другого плану
- Геральд Папасян — роль другого плану
- Лаура Вартанян — роль другого плану

## Знімальна група
- Режисер — Ернест Мартиросян
- Сценарист — Борис Сааков
- Оператор — Георгій Айрапетов
- Композитор — Едуард Багдасарян